# Ahaetulla prasina suluensis
Ahaetulla prasina suluensis is een ondersoort van de toornslangachtige Ahaetulla prasina die behoort tot de onderfamilie Ahaetuliinae.

## Naam en indeling
De wetenschappelijke naam van de ondersoort werd voor het eerst voorgesteld door Maren Gaulke in 1994.

## Uiterlijke kenmerken
In tegenstelling tot andere ondersoorten heeft deze ondersoort één anale schub en twee preoculaire schubben (voor de ogen). Het lichaam is groen, aan de onderkant zeer licht. De onderzijde van de kop is wit. Aan de voorkant van het lichaam zijn dunne witte en zwarte strepen aanwezig. De kop-romplengte bedraagt 595 tot 775 millimeter en de staartlengte 359 tot 463 mm.

## Verspreidingsgebied
De slang komt endemisch voor op de Sulu-eilanden in het zuiden van de Filipijnen. De slang is gevonden op de eilanden Sibutu, Bongao, Sanga-Sanga, Tawi-Tawi en Siasi.